# Virgin Australia
Virgin Australia (ранее известная как Virgin Blue) — австралийская бюджетная авиакомпания, вторая в стране по объёму перевозок. Самая крупная по размерам флота авиакомпания, использующая бренд Virgin. Была основана английским бизнесменом Ричардом Брэнсоном, управляется Virgin Group и базируется в Брисбене, Австралия.

## История
Первый самолёт Virgin Blue поднялся в небо 31 августа 2000 года. На тот момент компания располагала четырьмя самолётами Boeing 737-400, взятыми в лизинг у сестринской авиакомпании Virgin Express, которые выполняли семь рейсов в день между Брисбеном и Сиднеем. Впоследствии маршрутная сеть авиакомпании расширилась и покрыла все крупные города Австралии и туристические направления.
Время выхода Virgin Blue на австралийский рынок оказалось весьма удачным, поскольку авиакомпания смогла заполнить вакуум, образовавшийся в авиаперевозках после банкротства авиакомпании Ansett в сентябре 2001 года. Банкротство Ansett позволило Virgin Blue быстро превратиться во второго по объёмам внутренних перевозок воздушного оператора, без необходимости конкурировать с крупными игроками рынка по ценам на авиабилеты. Кроме того, ситуация позволила авиакомпании получить доступ к необходимым площадям терминалов, без чего возможности роста были бы сильно ограничены. Тем не менее, задержки в переговорах по использованию бывшего терминала Ansett в аэропорту Сиднея вынудили Virgin Blue пользоваться своим изначальным терминалом дольше, чем следовало.

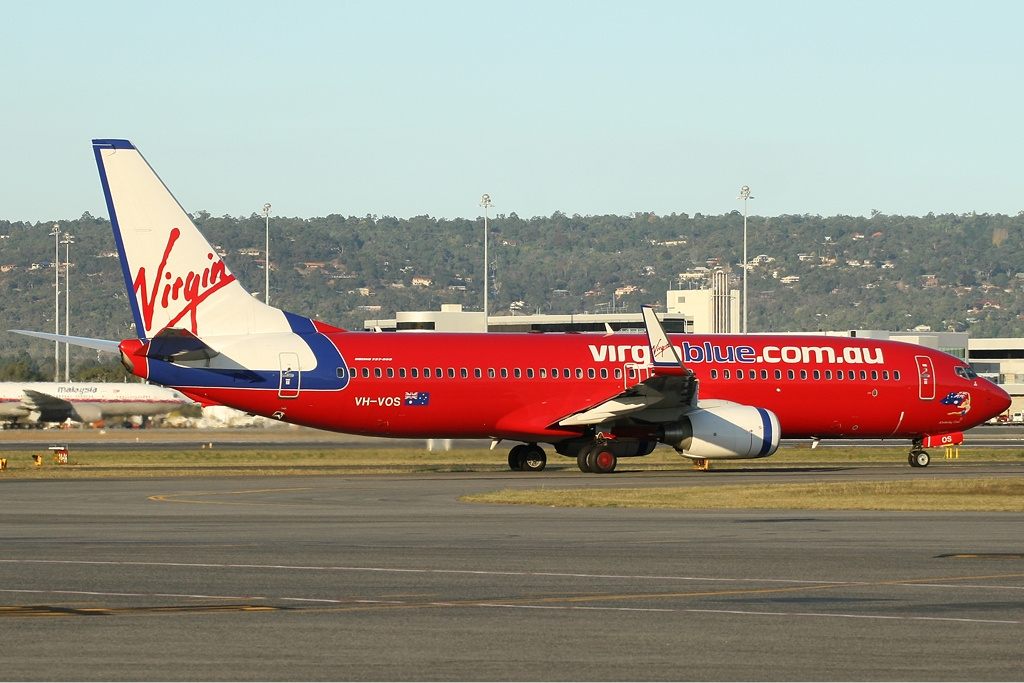
Virgin Blue Boeing 737-800

По мере роста авиакомпания приобретала новые самолёты, что позволило ей отказаться от старых Boeing 737-400, взятых в лизинг, заменив их на Boeing 737NG (700-й и 800-й серии) с современным остеклением кабины, новой авионикой и повышенной топливной эффективностью. Это в свою очередь привело к резкому росту объёмов авиаперевозок, осуществляемых Virgin Blue.

## Владельцы
Доля холдинга Virgin Group в авиакомпании постепенно уменьшалась. Вначале это произошло в результате продажи половины акций австралийскому транспортному конгломерату Patrick Corporation, а затем в результате выхода Virgin Blue на фондовую биржу. В начале 2005 года Patrick предпринял попытку недружественного поглощения авиаперевозчика, направлением развития которого компания была недовольна на протяжении некоторого времени. В результате серии сделок доля Patrick в акционерном капитале компании достигла 62%, что дало им контроль над её деятельностью. Virgin Group сохранила долю в 25%.
В мае 2006 года Toll Holdings приобрёл Patrick и стал основным акционером Virgin Blue. В июле 2008 года Toll полностью продал свою долю в авиакомпании и в настоящий момент владеет лишь 1,7% компании.

## Деятельность авиакомпании

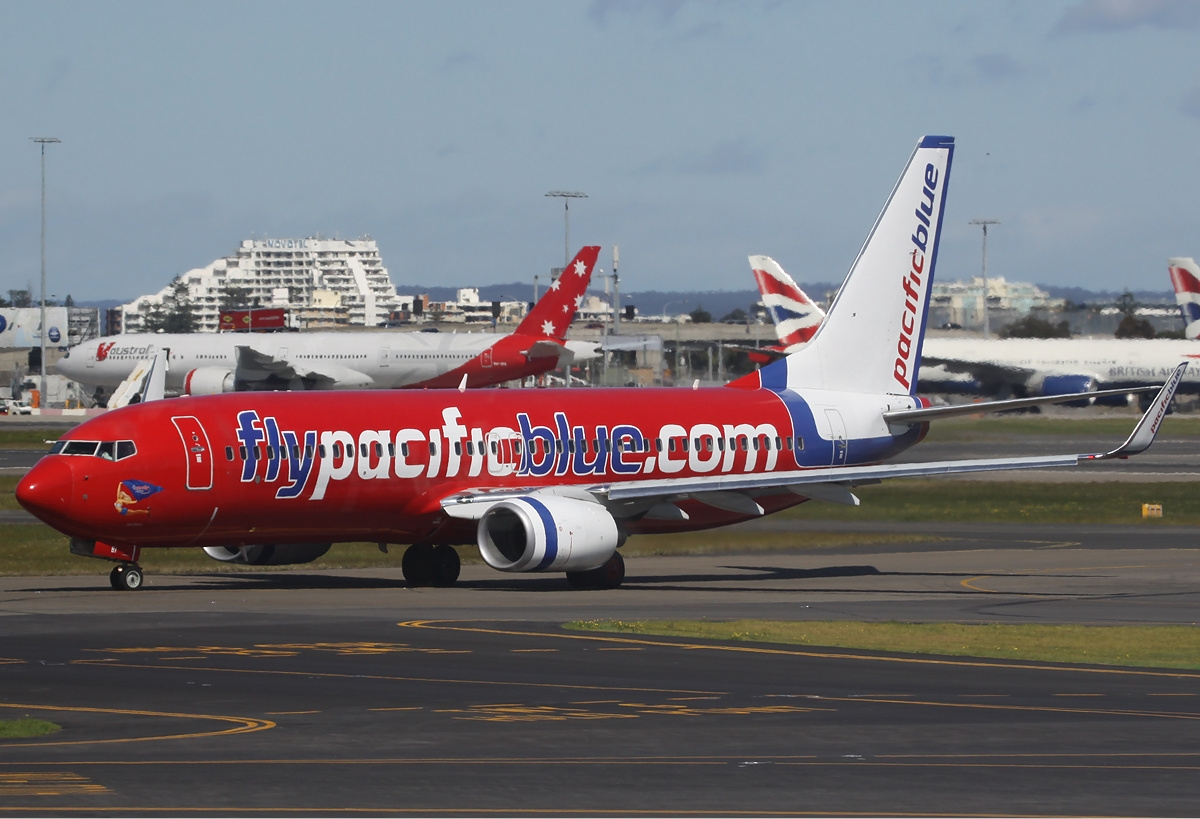
Некоторые самолёты Boeing 737—800, принадлежащие Virgin Blue носят ливрею Pacific Blue

Virgin Blue использует широко известную бизнес-модель, внедрённую Southwest Airlines и Ryanair, позволяющую снизить себестоимость авиаперевозки за счёт бесплатного бортового питания и использования бумажных билетов, вместо которых были введены продажа напитков и пищи в самолёте и система бронирования по телефону и через интернет. В начале своей деятельности авиакомпания также добивалась существенной экономии за счёт использования воздушных судов одного типа, Boeing 737.
Впоследствии эта стратегия изменилась, и теперь Virgin Blue использует самолёты двух типов. Авиакомпания заказала 20 самолётов Embraer, шесть ERJ-170s и 14 ERJ-190s с намерением приобрести ещё по крайней мере двадцать самолётов этого типа. Заказы на эти воздушные суда были размещены специально для того, чтобы авиакомпания могла возобновить перевозки по маршруту Сидней-Канберра, с которого авиакомпания была вынуждена уйти в 2004 году, а также начать полёты по маршрутам с низким пассажиропотоком.
Первый самолёт ERJ-170 прибыл в Австралию в сентябре 2007 года; к концу года были доставлены все три самолёта из первоначального заказа. Они были поставлены на направления с пониженной частотой, после чего были введены в полноценную коммерческую эксплуатацию. 4 февраля 2008 авиакомпания снова начала выполнять полёты в Канберру, Маккай в Квинсленде, а также в региональные центры Нового Южного Уэльса Порт-Маккуори и Олбери. Была проведена рекламная кампания, в рамках которой стоимость перелёта в Порт-Маккуори и Олбери равнялась одному центу. Полёты в Канберру и региональные центры говорят о стремлении компании конкурировать с Qantas и его дочерней авиакомпанией QantasLink, которая также выполняет полёты в эти города. Кроме того, независимый региональный перевозчик Regional Express Airlines, выполняющий полёты в Олбери, также является конкурентом Virgin Blue.
В сентябре 2003 года Virgin Blue объявила, что её стопроцентная дочерняя компания Pacific Blue начинает выполнять перелёты по той же схеме между Новой Зеландией и Австралией. Pacific Blue позиционирует себя как бюджетный конкурент Air New Zealand и Qantas на этом направлении. Air New Zealand также имела бюджетное подразделение, выполнявшее полёты под брендом Freedom Air (свернуло деятельность в марте 2008 года) а Qantas направил на некоторые маршруты в Новую Зеландию свою дочернюю компанию Jetstar Airways.
И Qantas (а также его подразделение в Новой Зеландии Jetconnect, выполняющее полёты под его флагом) и Air New Zealand продолжают летать по этим направлениям. В августе 2007 года Virgin Blue объявила о намерении начать внутренние перелёты в Новой Зеландии под флагом Pacific Blue. Полёты между Оклендом и Веллингтоном, а также из Крайстчерч в Веллингтон и Окленд начались 12 ноября 2007 года.

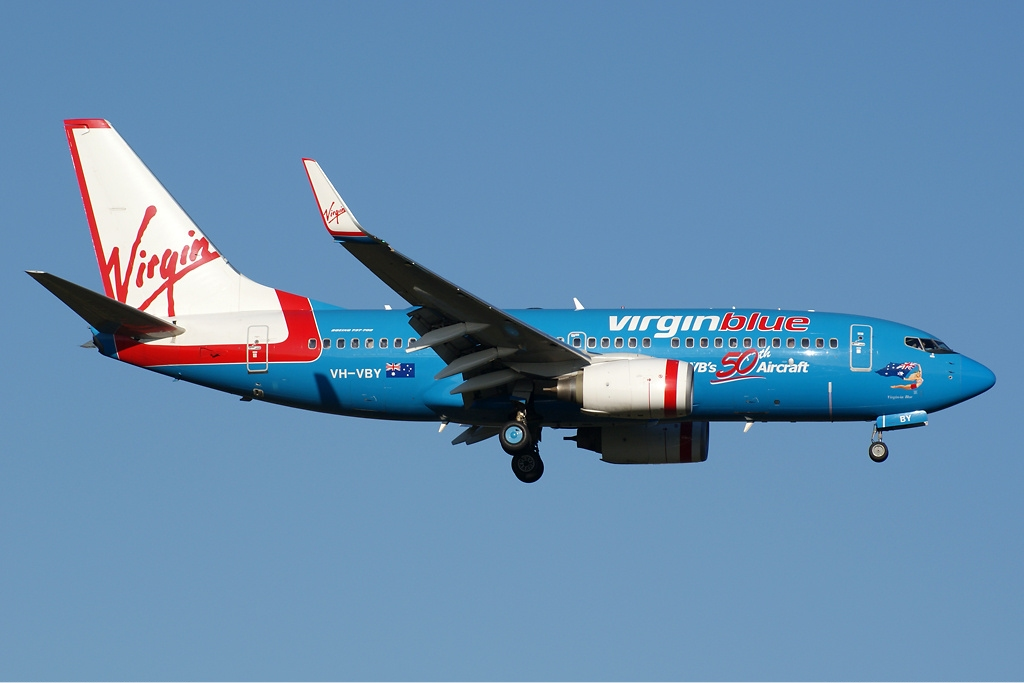
50-й Boeing 737 'Virgin-ia Blue' является единственным самолётом Virgin Blue, в собственно синей ливрее

В ответ на усилившуюся конкуренцию Qantas создал собственную бюджетную дочернюю компанию Jetstar Airways, в 2004 году. В мае 2005 Jetstar объявил о начале полётов в Крайстчерч, а с 2006 года добавил много других международных направлений.

## Альянсы и сотрудничество
С начала деятельности в 2000 году Virgin Blue не заключала никаких интерлайн-соглашений или маркетинговых альянсов с другими перевозчиками. Первое исключение из этого правила было сделано после банкротства главного конкурента Virgin Blue на внутреннем рынке, авиакомпании Ansett, после которого Virgin Blue заключила код-шеринговое соглашение с United Airlines. В рамках этого договора пассажиры United могли пользоваться маршрутами Virgin Blue для перелёта в пункты назначения, в которые не летала американская авиакомпания.
В 2006 году, пытаясь усилить конкуренцию с Qantas, Virgin Blue начала обращать внимание на возможности соглашений с другими перевозчиками. Были заключены договорённости о взаимном признании программ для часто летающих пассажиров с Emirates Airline, Hawaiian Airlines и Malaysia Airlines. Кроме того Virgin Blue заключила интерлайн-соглашение с австралийской региональной авиакомпанией Regional Express Airlines.
В ноябре 2007 года перевозчик объявил о заключении интерлайн-соглашения с Garuda Indonesia, в рамках которого упрощался трансфер с внутренних рейсов Virgin Blue на международные маршруты Garuda в Перте, Мельбурне, Сиднее и Дарвине.
Недавно Virgin Blue объявила о подобном соглашении с Vietnam Airlines, позволяющем пассажирам из Мельбурна и Сиднея выполнять перелёт в Хошимин, а затем пересаживаться любой внутренний или международный рейс Vietnam Airlines.
В 2008 году перевозчик ввёл на всех своих рейсах Премиальный экономкласс, расположенный в передней части салоне. Он отличается возиожностью складывать среднее кресло, превращая его в столик, а также увеличенным шагом кресел. Также пассажиры премиального экономкласса проходят регистрацию вне очереди, могут провозить больше багажа, имеют доступ в зал для часто летающих пассажиров и бесплатно получают питание в полёте. Таким образом авиакомпания пытается привлечь больше бизнес-пассажиров.
С сентября 2008 года перевозчик начал взимать плату за багаж в экономклассе.

## Название
Название Virgin Blue было выбрано в результате общественного конкурса; оно обыгрывает ярко-красную ливрею и традицию, закрепившуюся в австралийском сленге, называть рыжего («красного») мужчину 'Blue' или 'Bluey'.

## Флот
В июле 2021 года флот Virgin Australia состоял из 64 самолетов, средний возраст которых 9,9 лет:

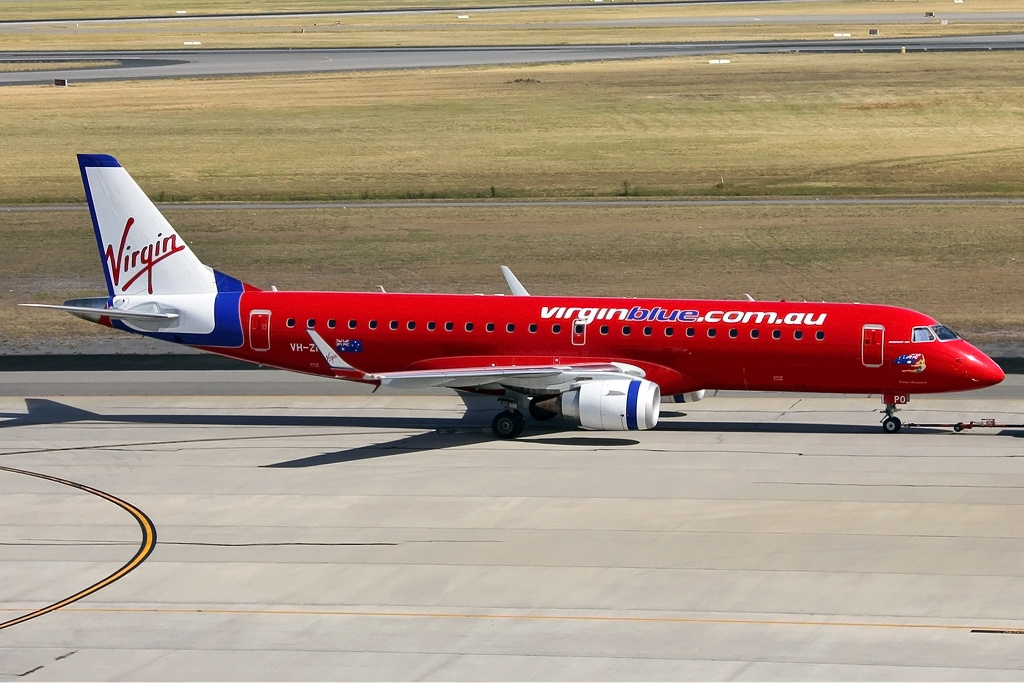
'Portia Macquarie', третий ERJ-190 в аэропорту Перт

Изначально Virgin Blue брала воздушные суда в лизинг, однако в последнее время многие самолёты были приобретены непосредственно самой авиакомпанией. В июне 2006 года Virgin Blue разместила заказ на девять самолётов Boeing 737-800, используя ранее приобретённые опционы.
В ноябре 2006 года Virgin Blue объявила о намерении приобрести 11 самолётов Embraer ERJ-190 и три Embraer ERJ-170 с опционом ещё на шесть воздушных судов этого производителя, позднее переведённых в заказы на три ERJ-170 и три ERJ-190. Позднее опционы были использованы, и в феврале 2008 года авиакомпания приобрела ещё четыре ERJ-190. Virgin Blue также имеет шесть опционов и права на покупку ещё десяти самолётов Embraer.
Virgin Blue получила первый самолёт Embraer 170 в начале сентября 2007 года на специальной церемонии, проведённой на заводе Embraer в Сан-Хосе-дос-Кампос. Самолёты этого типа используют изменённый логотип авиакомпании, полностью соответствующий логотипам других компаний группы Virgin.

## Маршрутная сеть
По состоянию на апрель 2009 года Virgin Blue выполняет регулярные рейсы по следующим направлениям:
Австралия
- Территория федеральной столицы
  - Канберра — Аэропорт Канберры
- Новый Южный Уэльс
  - Олбери/Уодонга — Аэропорт Олбери
  - Балина — Аэропорт Балины
  - Коффс-Харбор — Аэропорт Коффс-Харбор
  - Ньюкасл — Аэропорт Ньюкасла
  - Порт-Маккуори — Аэропорт Порт-Маккуори
  - Сидней — Аэропорт Кингсфорд Смит
- Северная территория
  - Дарвин — Аэропорт Дарвина

- Квинсленд

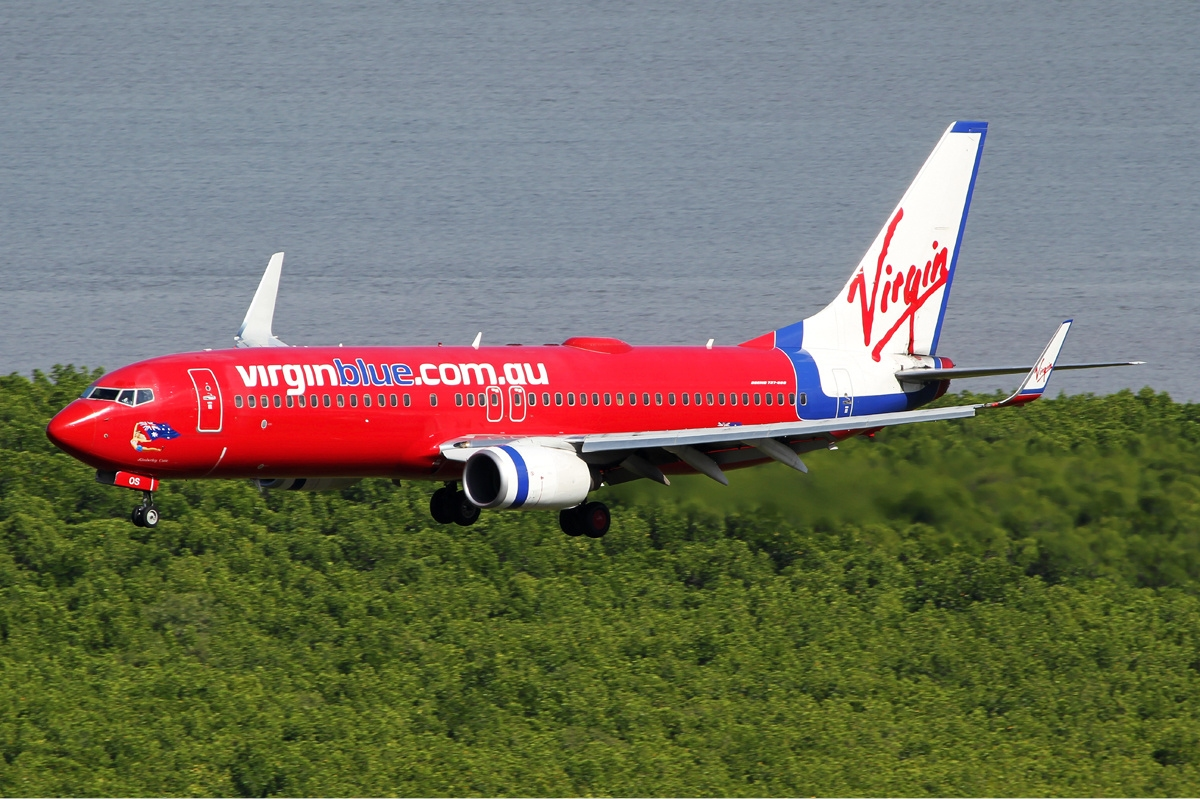
Посадка Boeing 737—800 Virgin Blue в аэропорту Кэрнса

  - Брисбен — Аэропорт Брисбена — узловой аэропорт авиакомпании
  - Кэрнс — Аэропорт Кэрнса
  - Голд-Кост — Аэропорт Голд-Кост
  - Остров Гамильтон — Аэропорт Большого Барьерного Рифа
  - Херви-Бэй — Аэропорт Херви-Бэй
  - Маккай — Аэропорт Маккай
  - Рокгемптон — Аэропорт Рокгемптона
  - Саншайн-Кост — Аэропорт Саншайн-Кост
  - Таунсвилл — Аэропорт Таунсвилла
  - Уитсандей-Кост (Прозерпина) — Аэропорт Прозерпины
  - Фрейзер-Кост — Аэропорт Фрейзер-Кост
- Южная Австралия
  - Аделаида — Аэропорт Аделаиды
- Тасмания
  - Хобарт — Аэропорт Хобарта
  - Лонсестон — Аэропорт Лонсестона
- Виктория
  - Мельбурн — Аэропорт Талламарин
  - Милдьюра — Аэропорт Милдьюры
- Западная Австралия
  - Брум — Аэропорт Брума
  - Каррата — Аэропорт Карраты
  - Ньюмен — Аэропорт Ньюмена
  - Перт — Аэропорт Перта
  - Калгурли — Аэропорт Калгурли

Новая Зеландия
- - Окленд
  - Крайстчерч
  - Данедин
  - Веллингтон

Океания
- Самоа
  - Апиа
- Соломоновы Острова
  - Хониара
- Фиджи
  - Нади
- Тонга
  - Нукуалофа
- Вануату
  - Порт-Вила
- Острова Кука
  - Раротонга

Папуа-Новая Гвинея
- - Порт-Морсби

Индонезия
- - Денпасар

## Отменённые направления
- Алис-Спрингс[16]
- Маунт-Айса